# 弗里斯托 (密蘇里州)
弗里斯托（英語：Fristoe）是位於美國密蘇里州本頓縣的非建制地區。

## 歷史
弗里斯托的郵局於1895年設立，其後於1978年停運。

## 地理
弗里斯托所處的海拔為高於海平面296米（即971英呎），而該地所採用的時區為UTC-6，即北美中部時區（CST）。同時該地設有夏令時間，為UTC-6調快一小時，即UTC-5（CDT）。